# Natália Kelly
Natália Kelly, född 18 december 1994 i Hartford, Connecticut, är en österrikisk sångare. Hennes far är amerikansk med österrikiska rötter och hennes mor är brasiliansk.

## Karriär

### Eurovision Song Contest 2013
Den 15 februari 2013 vann Kelly Österrikes nationella uttagningsfinal till Eurovision Song Contest 2013 med låten "Shine". Hon tog sig inte vidare från semifinalen.
Hon hade tidigare erfarenhet av att tävla i musiktävlingar efter sitt deltagande i Prima La Musica där hon hamnade på tredje plats.

## Diskografi

### Album
- 2013 - "Natália Kelly"

### Singlar
- 2013 - "Shine"